# 打越 (新潟市)
打越（うちこし）は、新潟県新潟市西蒲区の大字。郵便番号は950-1348。

## 概要
1889年（明治22年）から現在の大字。中ノ口川上流左岸に位置する。もとは江戸時代から1889年（明治22年）まであった打越村の区域の一部。

### 隣接する町字
北から東回り順に、以下の町字と隣接する。
- 道上
- 南福島
- 羽黒
- 南福島
- 羽黒
- 牧ケ島
- 燕市西槙新田
- 並岡
- 漆山
- 南

## 歴史
1612年（慶長17年）に澤将監が従者6人を連れて当地に来住、開発を主導したといわれる。

### 年表
- 1889年（明治22年）4月1日 : 合併により打越村の大字となる。
- 1901年（明治34年）11月1日 : 合併により道上村の大字となる。
- 1954年（昭和29年）7月7日 : 合併により中之口村の大字となる。
- 2005年（平成17年）3月21日 : 合併により新潟市の大字となる。
- 2007年（平成19年）4月1日 : 新潟市の政令指定都市移行により、西蒲区の大字となる。

## 世帯数と人口
2018年（平成30年）1月31日現在の世帯数と人口は以下の通りである。
| 大字 | 世帯数  | 人口  |
| ---- | ------- | ----- |
| 打越 | 193世帯 | 664人 |

## 小・中学校の学区
市立小・中学校に通う場合、学区は以下の通りとなる。
| 番地 | 小学校                 | 中学校               |
| ---- | ---------------------- | -------------------- |
| 全域 | 新潟市立中之口西小学校 | 新潟市立中之口中学校 |

## 交通

### 道路
- 新潟県道9号長岡栃尾巻線
- 新潟県道44号新潟燕線
- 新潟県道55号新潟五泉間瀬線